# دوروتی ۳۳۹
سیارک ۳۳۹ (به انگلیسی: 339 Dorothea، نامگذاری:1892G) سیصد و سی و نهمین سیارک کشف شده‌است که در ۲۵ سپتامبر ۱۸۹۲ و در هایدلبرگ کشف شد.
قدر مطلق سیارک برابر ۹٫۲۴ است.